# Соната для фортепіано № 13 (Бетховен)

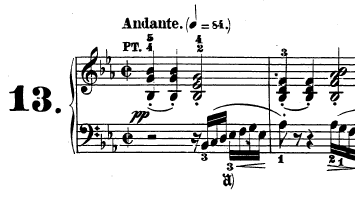
Початок сонати № 13

Соната для фортепіано № 13 мі-бемоль мажор, op. 27 № 1 «Quasi una fantasia», Л. ван Бетховена написана в 1800-1801 роках і була видана одночасно з відомою «Місячною сонатою» op. 27 № 2.
Складається з 4-х частин:
1. Andante — Allegro — Andante
2. Allegro molto e vivace
3. Adagio con espressione
4. Allegro vivace